# Dirk Wigant

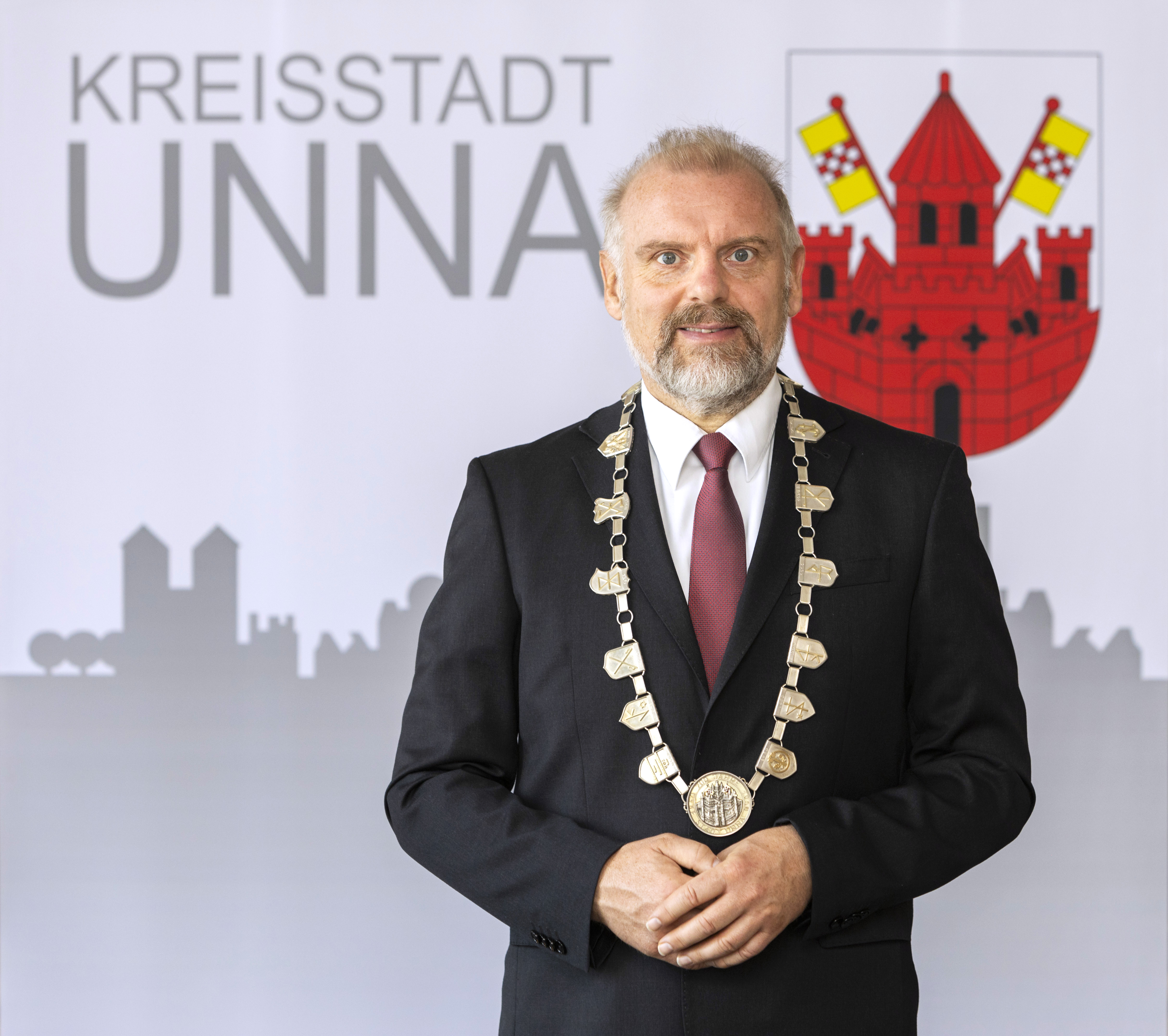
Dirk Wigant (2024)

Dirk Wigant (* 1. November 1967 in Unna) ist ein deutscher Politiker (CDU), Verwaltungsbeamter und seit 2020 hauptamtlicher Bürgermeister der nordrhein-westfälischen Kreisstadt Unna.

## Leben
1987 legte Dirk Wigant das Abitur am Geschwister-Scholl-Gymnasium Unna ab.
Der Diplom-Volkswirt (Universität Münster), Bachelor of Science in Economics und Betriebswirt, arbeitete zunächst 18 Jahre für die Kreisstadt Unna. Er stieg vom Anwärter für den gehobenen nichttechnischen Dienst (Diplom-Verwaltungswirt FH), über das Personalamt bis zum Verwaltungsleiter der Kulturbetriebe Unna als eigenbetriebsähnliche Einrichtung auf.
2008 wurde Dirk Wigant zum 1. Beigeordneten der Kreisstadt Steinfurt gewählt. In diesem Amt war er als allgemeiner Vertreter des Bürgermeisters zuständig für Recht, Sicherheit und Ordnung, Bildung, Jugend, Sport, Soziales und Wirtschaftsförderung.
Im Jahr 2014 kehrte Wigant nach Unna zurück und wurde Dezernent für öffentliche Sicherheit und Ordnung, Straßenverkehrsangelegenheiten sowie Gesundheit und Verbraucherschutz bei der Kreisverwaltung Unna.
2019 wurde er Beigeordneter für Umwelt, Recht, öffentliche Sicherheit und Ordnung, Bürgerservice und Wahlen, Feuerwehr und Rettungswesen sowie Soziales, Wohnen und Demografie bei der Kreisstadt Unna.

## Bürgermeisteramt
Im September 2020 wurde Dirk Wigant mit 50,6 Prozent der Stimmen in der Stichwahl zum hauptamtlichen Bürgermeister der Kreisstadt Unna als Nachfolger des SPD-Bürgermeisters Werner Kolter gewählt, der nicht mehr zur Wiederwahl angetreten war.